# David Casablanca
David Casablanca Poyatos (ur. 27 kwietnia 1977 w El Masnou) – hiszpański piłkarz grający na pozycji lewego obrońcy.

## Kariera
Seniorską karierę rozpoczynał w 1995 roku w drużynie „C” Barcelony. W roku 1997 został promowany do zespołu „B”, w którym grał do 1999 roku, z półrocznym epizodem w Levante UD. W sezonie 1999/2000 grał w Extremadurze i Cartagonovie. W latach 2000–2002 grał w klubach portugalskiej drugiej ligi: Freamunde i GD Chaves. Po powrocie do Hiszpanii został zawodnikiem Pontevedry. W klubie tym grał do 2004 roku, rozgrywając 74 mecze. W latach 2005–2008 reprezentował barwy Castellón. Później grał w klubach Tercera División. W 2012 roku zakończył karierę.

## Statystyki ligowe
| Sezon         | Klub           | Liga               | Mecze | Gole |
| ------------- | -------------- | ------------------ | ----- | ---- |
| 1995/1996     | FC Barcelona C | Segunda División B | 1     | 0    |
| 1996/1997     | FC Barcelona C | Tercera División   | ?     | ?    |
| 1997/1998 (j) | FC Barcelona B | Segunda División B | 15    | 0    |
| 1997/1998 (w) | Levante UD     | Segunda División   | 6     | 0    |
| 1998/1999     | FC Barcelona B | Segunda División   | 18    | 0    |
| 1999/2000 (j) | CF Extremadura | Segunda División   | 11    | 0    |
| 1999/2000 (w) | Cartagonova FC | Segunda División B | 11    | 0    |
| 2000/2001     | SC Freamunde   | Segunda Liga       | 27    | 0    |
| 2001/2002     | GD Chaves      | Segunda Liga       | 23    | 0    |
| 2002/2003     | Pontevedra CF  | Segunda División B | 34    | 1    |
| 2003/2004     | Pontevedra CF  | Segunda División B | 32    | 0    |
| 2004/2005 (j) | Pontevedra CF  | Segunda División   | 8     | 0    |
| 2004/2005 (w) | CD Castellón   | Segunda División B | 20    | 0    |
| 2005/2006     | CD Castellón   | Segunda División   | 32    | 0    |
| 2006/2007     | CD Castellón   | Segunda División   | 7     | 0    |
| 2007/2008     | CD Castellón   | Segunda División   | 0     | 0    |
| 2008/2009     | SD Negreira    | Tercera División   | ?     | ?    |
| 2009/2010     | CD Don Benito  | Tercera División   | ?     | ?    |
| 2010/2011     | CD Miajadas    | Tercera División   | ?     | ?    |
| 2011/2012     | CD Miajadas    | Tercera División   | ?     | ?    |